# Dimos Kymi-Aliveri
Dimos Kymi-Aliveri är en kommun i Grekland.   Den ligger i prefekturen Nomós Evvoías och regionen Grekiska fastlandet, i den östra delen av landet, 60 km nordost om huvudstaden Aten. Antalet invånare är 30 717. Arean är 801 kvadratkilometer. Dimos Kymi-Aliveri ligger på ön Euboia.
Terrängen i Dimos Kymi-Aliveri är kuperad åt sydost, men åt nordväst är den bergig.